# Simulateur
 (juin 2022).
Si vous disposez d'ouvrages ou d'articles de référence ou si vous connaissez des sites web de qualité traitant du thème abordé ici, merci de compléter l'article en donnant les références utiles à sa vérifiabilité et en les liant à la section « Notes et références ».

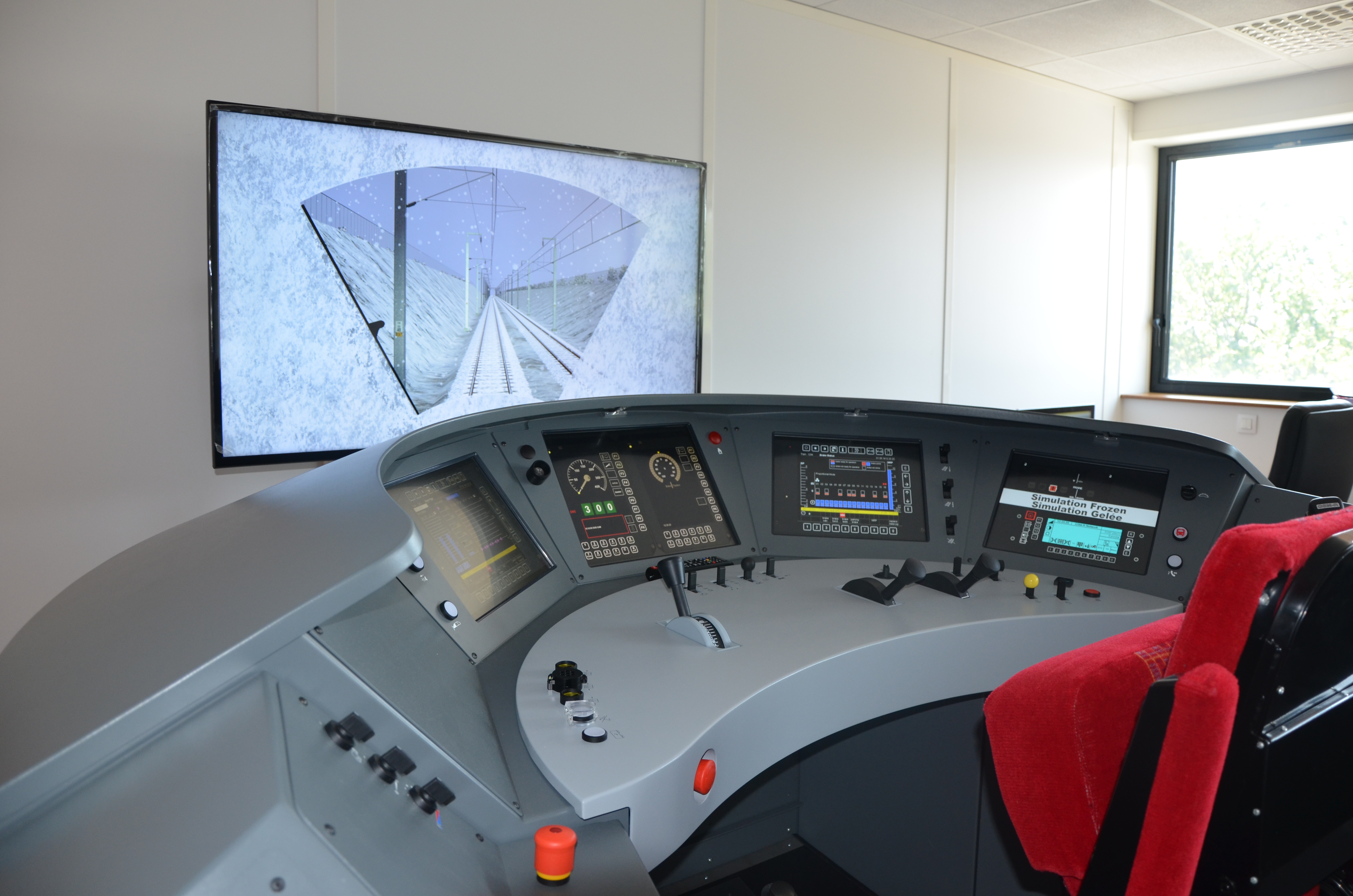
Simulateur de conduite ferroviaire pour l'Eurostar (fabriqué par Corys).

Un simulateur est un dispositif technique permettant de modéliser un système réel.

## Technologie
Un simulateur est un dispositif technique permettant de reproduire de façon virtuelle une situation. Il présente donc sous des conditions contrôlables et observables l'évolution du modèle du phénomène : s'il existe plusieurs modèles on peut aussi parler de système de façon plus générale.
Un simulateur est donc l'outil de mise en œuvre de la simulation du système avec tous les avantages et inconvénients que cela implique. En particulier un simulateur sera utilisé quand le système réel est inobservable ou difficilement observable pour toutes sortes de raisons (dimension, sécurité, coût, inexistence…).

### Classification
Plusieurs classifications de simulateurs sont possibles. La plus simple est de distinguer :
- les simulateurs dans lesquels l'homme n'intervient qu'en amont de la simulation pour le paramétrage et l'initialisation de la simulation :
  - c'est un simulateur non piloté, qui peut être par exemple un simulateur de circuit électronique. On les appelle parfois simulateurs numériques et ils ne nécessitent pas toujours d'être temps réel.
- les simulateurs où l'homme participe à la simulation :
  - c'est un simulateur piloté (ou interactif), par exemple un simulateur de vol, qui simule le vol d'un avion avec un pilote réel aux commandes. Il nécessitera d'être parfaitement temps réel.
- on donne parfois à la réalité virtuelle la même définition que celle du simulateur piloté, ce qui est tout à fait licite lorsque les modèles évoluent en temps réel.
- il existe des cas particuliers où la simulation se superpose à un environnement réel qu'elle enrichit. On parle de réalité augmentée plutôt que de simulateur.

### Simulateur non piloté
Si la simulation se déroule sur un ou plusieurs ordinateurs, sous forme d'un logiciel, le terme simulateur désignera très souvent le logiciel lui-même. Le paramétrage et l'observation de la simulation ne nécessitera pas forcément de dispositifs spéciaux. Lorsque les résultats sont présentés en 3 dimensions, l'observation se fait plus aisément avec les outils de la réalité virtuelle.

### Simulateur piloté (ou interactif)

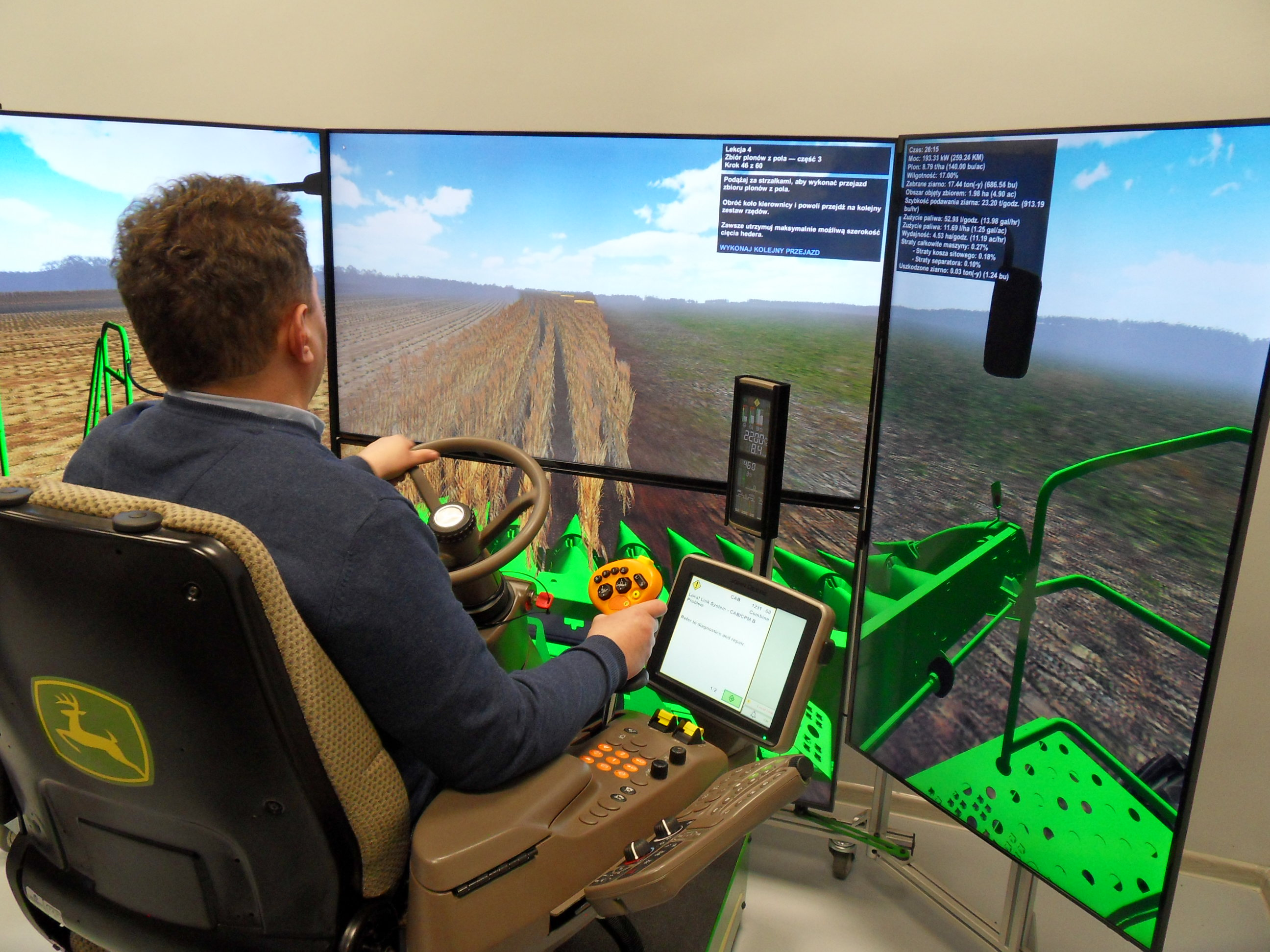
Simulateur de conduite d'une moissonneuse-batteuse Johne Deere.

Si l'homme est placé dans la boucle de simulation temps réel, l'objectif est de lui faire piloter le simulateur : à la suite de ses actions, la simulation calculera les effets simulés sur le système et les interfaces physiques du simulateur fourniront au pilote les résultats perceptibles de ses actions.
Pour ces interfaces, les techniques de la réalité virtuelle sont utilisées.
On distingue en particulier :
- l'interface visuelle, qui présente au pilote l'état courant de l'environnement sous forme d'images de synthèse ;
- l'interface sonore, qui restitue les effets sonores de la situation ;
- les interfaces proprioceptives, qui s'adressent aux sensations physiques d'orientation grâce en particulier à l'oreille interne, aux efforts musculaires et au toucher :
  - l'interface haptique pour restituer au pilote les efforts qu'il pourra ressentir sur les commandes du simulateur,
  - l'interface kinesthésique pour faire ressentir au pilote les effets du déplacement dans la scène virtuelle, des accélérations et des vibrations sur son corps.

Selon les utilisations de la simulation pilotée, on distingue :
- les simulateurs d'études et/ou de recherche (transports, nucléaire, chirurgie, militaire…) :
  - pour la conception, la mise au point, l'étude de l'ergonomie des systèmes,
  - pour l'étude du comportement humain (sécurité, vigilance…) ;
- les simulateurs de formation (transports, nucléaire, chirurgie, militaire…) :
  - pour la formation initiale et/ou continue, l'entraînement des professionnels (fréquemment) et/ou du grand public (très rarement) ;
- les jeux de simulation.

La complexité du simulateur dépend de l'utilisation qui en est faite. Les restitutions au pilote peuvent être partielles. Par exemple certains simulateurs de vol ne disposent pas d'interface kinesthésique : on dit qu'ils sont « à base fixe », c’est-à-dire que le pilote ne perçoit son mouvement qu'à l'aide de la perception visuelle.
La difficulté essentielle de mise en œuvre des simulateurs pilotés est leur validation : même sur des simulateurs utilisant des dispositifs très sophistiqués, l'environnement restitué est très éloigné de la réalité et peut induire des biais dans le comportement du pilote et sa perception de la situation. Par exemple :
- la définition et la luminosité des systèmes de présentation d'image de synthèse sont très éloignées d'une part de la capacité de discrimination de l'œil humain et d'autre part des caractéristiques photométriques d'une scène réelle
- les accélérations et déplacements éventuellement restitués par le simulateur sont contraints par les dimensions et les performances limitées du système de restitution de mouvement.

La validité du transfert entre ce qui a été appris ou observé en simulateur et la situation réelle est toujours la question fondamentale que doit se poser un utilisateur professionnel de simulateur.

## Autres sens
- Simulateur d'orgue, logiciel permettant de reproduire des sons d'orgue